# Gassenkehrer
Gassenkehrer ist ein historischer Beruf. Ebenso Bachfeger galten wie die Abdecker als anrüchig, da sie nebst dem Unrat gelegentlich auch die Kadaver von Hunden, Katzen oder anderem Kleinvieh fortschaffen mussten. Im physischen Sinn „anrüchig“ war ebenso ihr Umgang mit den Fäkalien. Abtritt- und Heimlichkeitsfeger (in Nürnberg „Pappenheimer“ genannt), Kloakenentleerer aber auch Scharfrichter und Abdecker mussten die Abtritte leeren. Allesamt galten diese Funktionen als unehrliche Berufe, die am Rande der ständischen Gesellschaft angesiedelt waren.  
Der deutsche Volksglauben kannte geisterhafte Wesen, welche in Schmutz und Staub des Hauses spukten. Schreckliche Nachrichten, wonach Kloakenreiniger verunfallt und an den fauligen Dämpfen erstickt oder unachtsamkeitshalber in die Grube gerutscht und im Dreck ertrunken seien, machten die Runde.  
Mancherorts wurden auch Arme, Zuchthäusler, Gebrechliche und Herumtreiber verpflichtet, die Flut von Abfällen und Exkrementen aus Abzugsgräben und Senkgruben zu entfernen. Der franz. Gelehrte Lavoisier berichtete 1780 voller Bewunderung, Bern sei die sauberste Stadt, welche er je gesehen habe. An Deichseln angekettete Gefangene „ziehen jeden Morgen große, vierrädrige Wagen durch die Straßen...; weibliche Sträflinge sind mit längeren und leichteren Ketten an die Wagen angebunden..., teils um die Straßen zu fegen, teils um den Unrat aufzuladen.“